# Tomi Production
Tomi Production (トミプロダクション) est un studio de production japonais.

## Filmographie

### OAV
Source : Anime News Network 
- Amada Anime Série : Super Mario Bros. (Production Assistante)

### Cinéma
- Doraemon : Nobita & Robot Kingdom (Production Assistance)
- Doraemon : Nobita and the Dragon Rider (Production Cooperation)
- Doraemon : Nobita and the Legend of the Sun King (Production Cooperation)
- Doraemon : Nobita and the Platoon of Iron Men (Production Assistance)
- Doraemon : Nobita at the Birth of Japan (Production Cooperation)
- Doraemon : Nobita Gets Lost in Space (Production Cooperation)
- Doraemon: Nobita no uchū kaitakushi (Production Cooperation)
- Doraemon : Nobita to Kumo no Ōkoku (Production Cooperation)
- Doraemon : Nobita's Animal Planet (Production Cooperation)
- Doraemon: Nobita no kyōryū (Production Cooperation)
- Doraemon : Nobita's Little "Star Wars" (Production Cooperation)
- Doraemon : Nobita's Monstrous Underwater Castle (Production Cooperation)
- Doraemon : Nobita's South Sea Adventure (Production Assistance)
- Doraemon : Nobita's Version of Saiyuki (Production Cooperation)
- Doraemon : Nobita's Winged Heroes (Production Assistance)
- Dr Slump  (Production Assistance)